# Hlinaia (Edineț)
Hlinaia è un comune della Moldavia situato nel distretto di Edineț di 1.921 abitanti al censimento del 2004